# Байков, Дмитрий Александрович
Дмитрий Александрович Байков (20 октября (1 ноября) 1818, Рязанская губерния — ок. 1870, Москва[уточнить]) — русский биолог (ботаник и зоолог), минералог.

## Биография
Происходил из мещан. Учился в Рязанской гимназии и в 1836 году стал слушателем физико-матаметического отделения философского факультета Московского университета; в 1841 году получил степень кандидата.
В 1841—1850 годах — преподаватель естественной истории в ярославском Демидовском лицее. В 1844 году защитил в Московском университете диссертацию на степень магистра ботаники и зоологии «О строении растительной кожицы» и был утверждён профессором в Демидовском лицее. Читал на первом курсе зоологию, на втором — ботанику, на третьем — минералогию.
В 1850 году перешёл профессором кафедры ботаники в Ришельевский лицей, изучал флору лиманов. Когда лицей в 1865 году был преобразован в Новороссийский университет, Байков был назначен в нём экстраординарным профессором зоологии.
В 1866 году, по выслуге 25 лет вышел в отставку и уехал в Москву, где и умер несколько лет спустя.

## Труды
- О строении растительной кожицы — М.: Тип. Н. Степанова, 1843. — 94 с.
- Ботаническая география // «Журнал Министерства народного просвещения». — 1844. — № 1. — С. 39—84.
- О главнейших направлениях в историческом развитии ботаники. Актовая речь, произнесённая в Ришельевском лицее. — Одесса, 1852.
- В 1850-х годах публиковался в газете «Одесский вестник».